# Éjaculation féminine

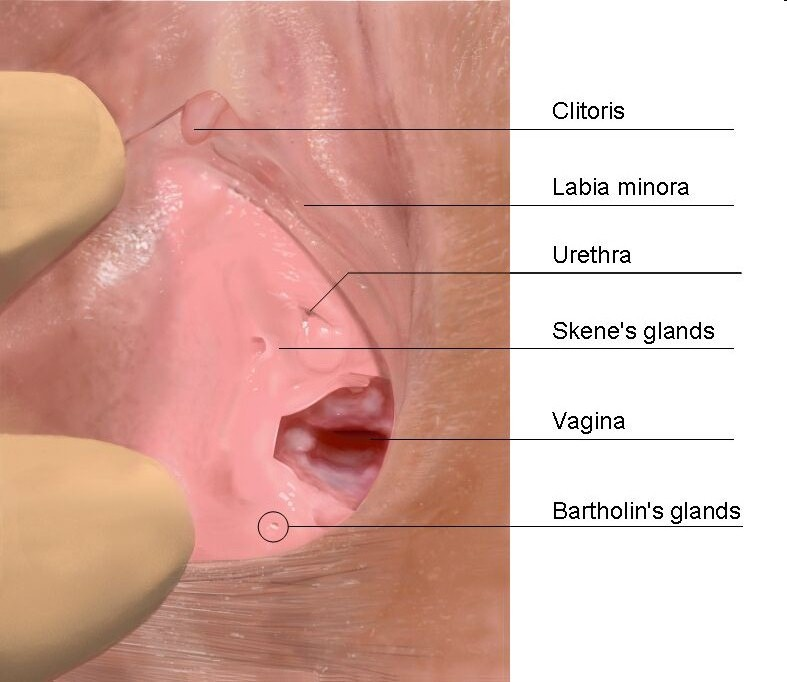
Les glandes de Skene sont considérées comme importantes dans le phénomène d'éjaculation féminine.

 (juillet 2021).
Squirt
Pour les articles homonymes, voir Squirt.
L'éjaculation féminine est, chez la femme, la libération d'un liquide (différent de la cyprine) à l'approche ou au moment de l'orgasme. 
L'émission de liquide est très faible chez une majorité de femmes, mais abondante chez d'autres ; l'expression populaire « femme fontaine » est utilisée pour désigner une femme à l'éjaculation très abondante.
L'éjaculation féminine a été décrite par Ernst Gräfenberg dès 1950, mais ce phénomène était déjà mentionné dans des manuscrits indiens du XIe siècle.

## Physiologie

### Nature de l'éjaculation
La nature de l'éjaculation féminine consiste en :
- une sécrétion des glandes para-urétrales. Le fluide produit est émis par le méat urétral[réf. nécessaire]. Il est différent des autres sécrétions émises près du vagin ou de la vulve, telles que les sécrétions lubrifiantes des glandes de Bartholin. Ce liquide est expulsé vers l'extérieur du corps de manière réflexe quand l'excitation est très forte. C'est le seul véritable pendant de l'éjaculat masculin, dont la composition est proche du liquide pré-éjaculatoire sécrété par les glandes de Cowper. D'ailleurs, les glandes para-urétrales ont le même précurseur embryonnaire que la prostate masculine ;
- une vidange urinaire vésicale accompagnée de sécrétions[3] : la stimulation érotique provoque des contractions réflexes de la vessie ainsi qu'une surproduction de liquide par des glandes vésicales, entraînant l'éjection via l'urètre d'une quantité variable de liquide.

L'éjaculation féminine — qu'elle provienne des glandes para-urétrales, de la vessie ou des deux — est naturelle et ne saurait être confondue avec l'incontinence coïtale, pathologique.

### Difficultés des recherches sur la nature de l'éjaculat
La double nature de cet éjaculat a fait que beaucoup de résultats d'études ont été perçus comme contradictoires. Des recherches ont été faites pour en définir la composition, en mesurant notamment les quantités de créatinine, de phosphatase acide, d'urée, de glucose et de fructose qu'il contient. Certains spécialistes concèdent à cet éjaculat toutes les caractéristiques du sperme, sauf la présence de spermatozoïdes. D'autres évoquent le rôle de la « prostate féminine », les glandes para-urétrales, glandes diffuses situées entre le vagin et l'urètre. 
Afin de distinguer sécrétion des glandes para-urétrales et sécrétion vésicale, le chercheur Gary Schubach (en) a recruté des femmes éjaculant en grande quantité, qui ont consenti à ce qu'on leur insère un cathéter de l'urètre jusqu'à la vessie. Quand ces femmes ont atteint l'orgasme en se masturbant, dans tous les cas, un grand volume de liquide est sorti par le cathéter, et dans quelques cas un peu de substance nacrée est sortie en dehors du cathéter. La conclusion de cette expérience est que l'éjaculat des « femmes fontaines » vient principalement de la vessie, et qu'il est parfois accompagné d'une faible sécrétion des glandes para-urétrales.

### Fréquence et abondance
Le docteur Cabell Santa Maria, qui a travaillé sur ce phénomène, indique que 75 % des femmes étudiées par son équipe expulsent un liquide lors de l'orgasme ; cependant, la sécrétion est souvent insuffisante pour être perçue. Ses expérimentations ont permis de mettre en évidence que les sécrétions des glandes para-urétrales entrent dans la composition de la lubrification vaginale, un phénomène jusqu'ici méconnu.
Dans une enquête faite auprès d'un grand échantillon de femmes travaillant dans le milieu de la santé, 39,5 % des femmes affirmaient ressentir une éjaculation au moment de l'orgasme.
Dans certains cas, l'éjaculat passe totalement inaperçu alors que, dans d'autres, l'éjaculation s'accompagne d'un véritable jaillissement, pouvant atteindre un volume de 300 ml (contenance moyenne d'une vessie pleine). Le phénomène peut se produire plusieurs fois au cours d'un rapport sexuel. Chez les personnes non habituées ou non informées, l'imminence du jaillissement peut être ressentie comme une subite envie d'uriner. L'éjaculation peut se produire sous la forme d'un écoulement lent ou d'un véritable jet plus ou moins puissant. Cette particularité peut être ressentie comme une gêne, un frein par certaines femmes non averties, ou comme un plaisir supplémentaire (pour 90 % des partenaires et presque 80 % des personnes concernées).

### Rôle des muscles pubo-coccygiens
Dans l'expérience de l'éjaculation, le mental compte beaucoup mais le physique aussi, plus précisément la force des muscles du plancher pelvien. Grâce à un ensemble d'exercices divers de relaxation, de reconnaissance anatomique et d'apprentissage des sensations, il est possible, pratiquement pour chaque femme, de parvenir à l'éjaculation et de la maîtriser.

## Histoire
Selon Voltaire, dans L'Homme aux quarante écus, le jésuite Tomás Sánchez dans son ouvrage De matrimonio croyait « que les deux véhicules fluides de l’homme et de la femme s’élancent et s’unissent ensemble, et que dans le moment l’enfant est conçu par cette union », partageant en cela l’opinion d’Hippocrate. Il souleva ainsi une question théologique qui peut se résumer, en latin, à « Utrum virgo Maria semen emiserit in copulatione cum Spiritu Sancto » (« La Vierge Marie a-t-elle émis une semence en s'unissant avec l'Esprit Saint ? »). Voltaire remarque aussi qu’« il y a beaucoup de femmes qui ne répandent aucune liqueur, qui ne reçoivent qu’avec aversion les embrassements de leurs maris, et qui cependant en ont des enfants. Cela seul décide contre Hippocrate et Sanchez. »
Dans les années 1980, la féministe canadienne Shannon Bell organise des performances avec Annie Sprinkle et Deborah Sundahl pour démontrer l'existence de l'éjaculation féminine.

## Filmographie
- De l'eau tiède sous un pont rouge de Shōhei Imamura
- L'Eau sacrée, documentaire du réalisateur belge Olivier Jourdain sur la sexualité au Rwanda et qui tourne principalement autour de l'éjaculation féminine. Primé au festival international du film documentaire d'Amsterdam[12].
- Les Eaux profondes, un plongeon dans les mystères du plaisir féminin, documentaire d'Alice Heit, 53 min, 2019[13].